# 青い夢
『青い夢』（あおいゆめ）は、森翼の4thシングルである。2009年8月19日発売。

## 概要
- 前作から6ヶ月ぶりのシングルである。
- 通常盤とREBORN!盤の2種類が存在する[3]。
- アニメのコンピレーションアルバム「家庭教師ヒットマンREBORN!オープニング&エンディングテーマソングス3〜未来決戦編までのアニメ主題歌をフルで聴け!〜」でアルバムに初収録されたものの、2021年5月21日に発売された2ndフルアルバム『naive』に収録されなかった為、CDシングルの表題曲で唯一、森翼のオリジナルアルバムに収録されたことがない楽曲となった。

## 収録曲
全曲 作詞/作曲：森翼 編曲：鈴木Daichi秀行
1. 青い夢
2. 一瞬と永遠
3. 第3希望のプレゼント
4. 青い夢（INSTRUMENTAL）

## タイアップ
青い夢
テレビ東京系アニメ「家庭教師ヒットマンREBORN!」13thエンディングテーマ